# Konrad Duden

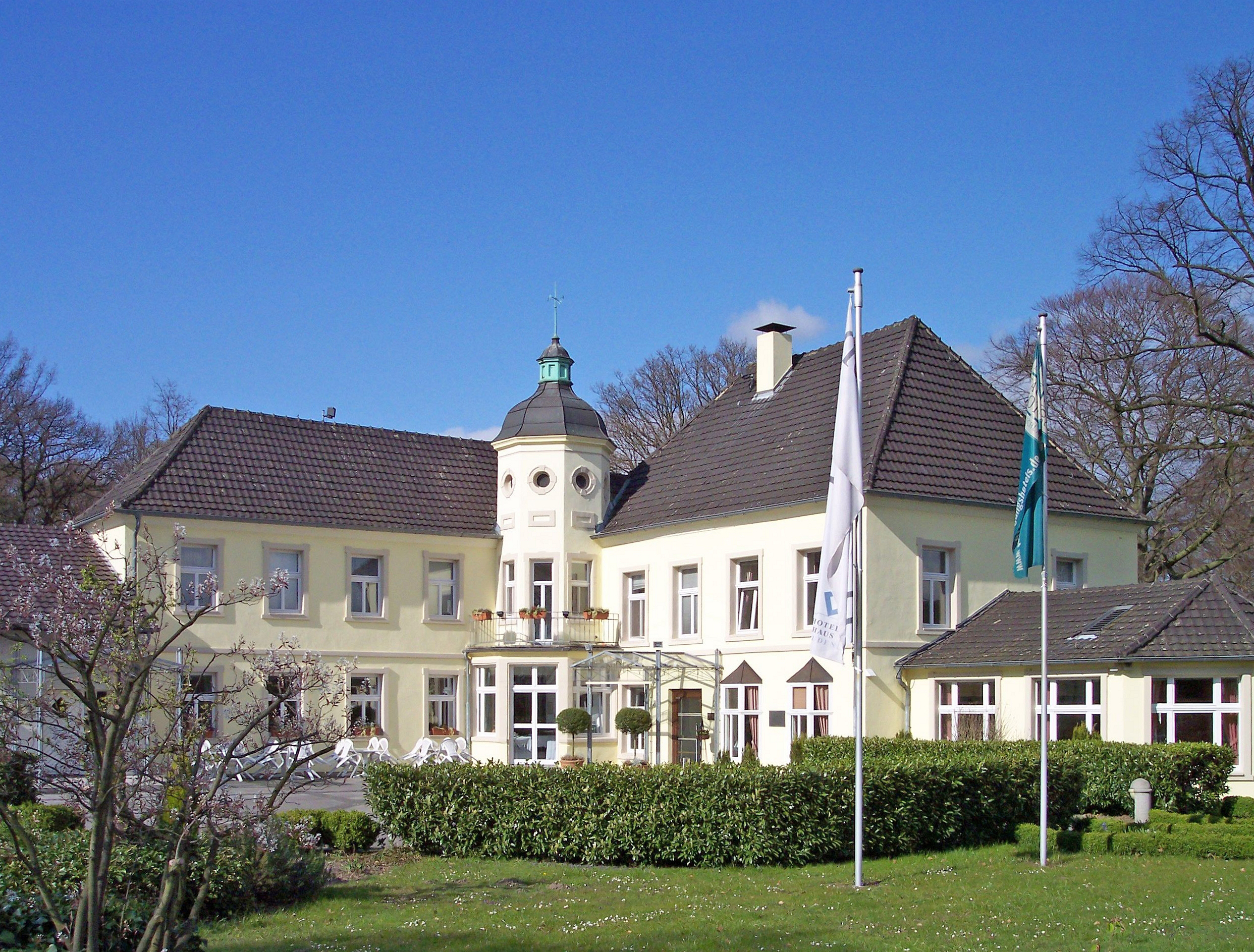
Gut Bossigt în Wesel, locul de naștere a lui Duden

Konrad Alexander Friedrich Duden (n. 3 ianuarie 1829, Lackhausen - d. 1 august 1911, Sonnenberg) 
a fost profesor de gimnaziu prusac-german și s-a evidențiat ca filolog și lexicograf. Konrad Duden a creat dicționarul de ortografie al limbii germane, Duden, numit după el, iar la sfârșitul secolului al XIX-lea a influențat în mod semnificativ dezvoltarea unui sistem uniform de ortografie în spațiul vorbitorilor de limbă germană.

## Importanță
La 7 iulie 1880, pe când era rector al Universității din Leipzig a publicat „Dicționarul complet de ortografie al limbii germane”, lucrare care s-a bucurat de un deosebit succes.
Prin acest dicționar, a impus reguli ortografice unitare pentru limba germană, reguli pe care le-a consacrat la Conferința privind ortografia germană din 1901.
Editura Duden îi poartă numele.